# Richard Colt Hoare
Richard Colt Hoare (Londra Barnes, 9 dicembre 1758 – Mere Stourhead, 19 maggio 1838) è stato un archeologo, antiquario, scrittore e viaggiatore inglese.

## Biografia

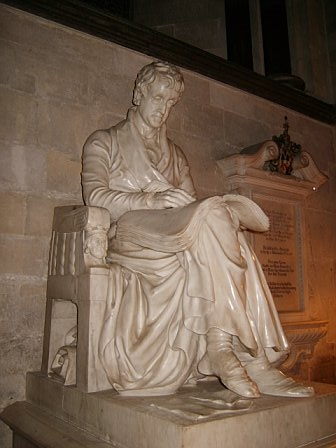
Monumento a Sir Richard Colt Hoare nella cattedrale di Salisbury

Nato nel 1758 a Barnes, quartiere di Londra, proveniva da una famiglia di banchieri che fondò la C. Hoare & Co. Alcuni componenti della famiglia Colt Hoare ricoprirono il ruolo di governatori del territorio londinese. 
Nel 1785 ereditò la grande tenuta di Stourhead nel Wiltshire da suo nonno, Henry Hoare che gli consentì di proseguire gli studi, in particolare quelli archeologici per i quali mostrò particolare inclinazione. 
In Inghilterra nel 1786 Richard Colt Hoare acquistò la collina di Glastonbury Tor finanziando il restauro della torre di San Michele, facendone anche ricostruire l'angolo nord-orientale.
Colt Hoare fu eletto membro della Royal Society nel 1792 e fu membro della Società degli Antiquari di Londra. Nel 1805 fu anche nominato high sheriff del Wiltshire.
Tra il 1815 e il 1819 pubblicò dei volumi in cui raccolse schizzi e appunti dei viaggi effettuati che nel 1825 donò insieme ad altre sue opere al British Museum.
Morì nella sua tenuta di Stourhead nei pressi della cittadina di Mere il 19 maggio 1838. Il suo mausoleo si trova nella chiesa di San Pietro presso la parrocchia civile di Stourton with Gasper in Wiltshire.

### Colt Hoare in Italia (1785-1791)
Nel 1785, due anni dopo aver sposato Hester, figlia di un barone della nota famiglia britannica Lyttelton, e in seguito alla morte di costei, visitò alcune regioni della Francia, della Svizzera e dell'Italia.
Tra il 1787 e il 1791 fece un secondo viaggio continentale toccando anche altre località italiane fino ad allora da lui inesplorate come l'isola d'Elba, l'Abruzzo, il Molise e la Sicilia.

## Opere
- (EN)  The Historical Works of Giraldus Cambrensis
- (EN)  Journal of a tour in Ireland, A.D. 1806 (1807)
- (EN)  The Ancient History of Wiltshire, Volume 1 (1812)
- (EN)  A Catalogue of Books Relating to the History and Topography of Italy (1812)
- (EN)  A Tour Through the Island of Elba (1814)
- (EN)  Hints to travellers in Italy (1815)
- (IT)  I miei diari di viaggio attraverso l'Abruzzo
- (EN)  Recollections abroad, during the years 1790 (1817)
- (EN)  A Classical Tour Through Italy and Sicily (1819) – vol1 – vol2
- (EN)  The Ancient History of Wiltshire, Volume 2 (1821)
- (EN)  A Letter, Stating the True Site of the Ancient Colony of Camulodunum (1827)